# Connor Downs
 (février 2024).
Pour les articles homonymes, voir Connor.
Connor Downs est un village des Cornouailles, en Angleterre. Le village fait partie de la paroisse civile de Gwinear–Gwithian.